# Triumph TR2
Triumph TR2 – sportowy samochód osobowy produkowany przez brytyjskie przedsiębiorstwo motoryzacyjne Triumph Motor Company w latach 1953–1955.

## Dane techniczne

### Silnik
- R4 2,0 l (1989 cm3), OHV[1]
- Układ zasilania: dwa gaźniki SU[1]
- Średnica cylindra × skok tłoka: 81,00 mm × 91,00 mm[1]
- Stopień sprężania: b.d.
- Moc maksymalna: 90 KM 4800 obr./min[1]
- Maksymalny moment obrotowy: b.d.

### Osiągi
- Przyspieszenie 0-80 km/h: b.d.
- Przyspieszenie 0-100 km/h: b.d.
- Prędkość maksymalna: 167 km/h[1]